# Histrió

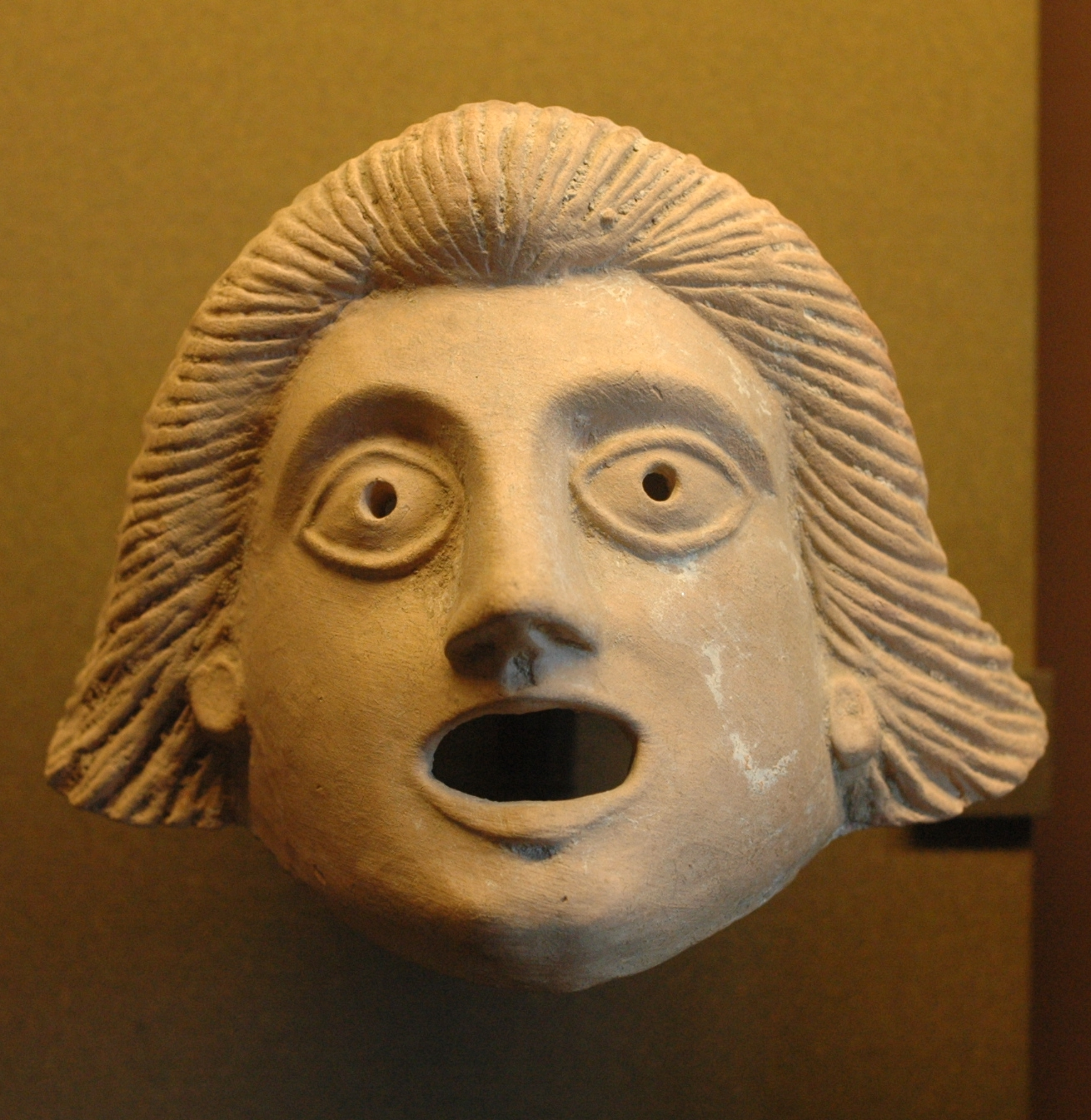
Careta teatral que representa un jove, Pulla,

Histrió  era el mot per designar l'actor disfressat a la comèdia o tragèdia grecollatines. En el català actual té un sentit pejoratiu.
Els primers histrions van ser simples dansaires que els regidors de Roma van enviar a cercar a Etrúria cap al 363 aC. Després, aquests mateixos van passar a ser actors parlants, però per la seva condició servil van ser mirats sempre com infames, de manera que no podien adquirir el dret de ciutadans romans. El mot era i encara és objecte de menyspreu.
Si bé derivant del terme clàssic la paraula «histrió» va servir per designar a qualsevol artista disfressat, amb el temps va derivar a designar els actors teatrals en general, a més de designar les persones que en la seva vida quotidiana actuen amb massa afectació.
Hi ha documents d'entre 1293 i 1311 de la cort de Jaume I que mencionen pagaments al «histrió del rei» en els quals no apareix connotació negativa.
| «                             | El Joglar de la Mare de Déu Petit y estrafet, ensorrat d'espatlles, l'un peu ranquejant, no prou segur l'altre, ben bé és l'histrió méssage lleig del reyalme. Si no fos prou lleig, le'n fa més encara son galan vestit tot de coloraines.[…] | » |
| — Manuel Folch i Torres, 1913 | |   |